# Аугустс Кірхенштейнс
А́угустс Кірхенште́йнс (латис. Augusts Kirhenšteins; (6) 18 вересня 1872, Мазсалаца, Ліфляндська губернія, Російська імперія — 3 листопада 1963, Рига, Латвійська РСР) — латвійський політик німецького походження, діяч маріонеткового більшовицького режиму Латвії. Вчений-мікробіолог, голова Президії Верховної Ради Латвійської РСР (1940—1952), Герой Соціалістичної Праці, академік Академії наук Латвійської РСР (1946).

## Життєпис
Походив із простої німецької родини. Випускник Ризької гімназії, 1902 року закінчив ветеринарний факультет Юр'ївського (Тартуського) університету в Ліфляндській губернії. Працював ветеринаром у містах Вілмієра і Лімбажі. Учасник революції 1905 року. Емігрував до Швейцарії, де навчався на мікробіолога в Цюриху. З початком Першої світової війни — у Сербії, де служив військовим лікарем в армії.
1917 — повернувся до Латвії. Займався педагогічною працею, був одним із засновників Латвійського університету та Латвійської сільськогосподарської академії.
З 1923 року — професор кафедри мікробіології Латвійського університету.
20 червня 1940 року під патронатом сталінського емісара Андрія Вишинського призначений головою Тимчасового уряду окупованої большевиками Латвії, у липні став президентом.
Після остаточного захоплення большевиками Латвії з 25 серпня 1940 до 11 квітня 1952 року був головою Президії Верховної Ради Латвійської РСР.
З початку німецько-радянської війни 1941 — евакуйований у східні райони СССР, вступив до ВКП(б). Повернувся після реокупації Латвії сталінськими військами.
Одночасно, у 1946 — листопаді 1963 року працював директором Інституту мікробіології Академії наук Латвійської РСР. У 1951—1958 роках — віце-президент Академії наук Латвійської РСР. Автор наукових праць у царині мікробіології та вітамінології.

## Нагороди
- Герой Соціалістичної Праці (17.09.1957)
- шість орденів Леніна (17.09.1942; 31.05.1946; 20.07.1950; 6.11.1951; 23.03.1956; 17.09.1957)
- три ордени Трудового Червоного Прапора (17.09.1947; 18.09.1952; 17.09.1962)
- орден Вітчизняної війни І-го ст. (2.03.1944)
- медалі
- заслужений діяч науки Латвійської РСР (1945)